# Donatello
Donatello (Donato di Niccolò di Betto Bardi, sinh khoảng năm 1386 - mất ngày 13 tháng 12 năm 1466) là một nghệ sĩ, nhà điêu khắc Ý thời Phục Hưng được biết đến với các tác phẩm tôn giáo.
Ông mất ngày 13 tháng 12 năm 1466 tại Florence, thành phố quê hương ông.